# Сисачка бискупија
Сисачка бискупија (лат. Dioecesis Sisciensis) једна је од 17 хрватских бискупија коју је, поново успоставио папа Бенедикт XVI. 5. децембра 2009. године.

## Историја
У римско доба Сисција римски град (на месту данашњег Сиска), био је важано градско насеље у римској провинцији Панонија. У доба цара Диоклецијана, римска провинција Панонија подељена је 297. на четири дела, а Сисција (Сисак) је постао главни град провинција Савска Панонија. У њој је 300 година основана прва Сисцијска бискупија, која је функционисала све до 700 година, када је расформирана. 
Сисачка бискупија је после више од 1300 година указом папе Бенедикта XVI обновљен 5. децембра 2009. године, одвајањем од Загребачке надбискупије. За првог бискупа Сисачке бискупије именован је монсињор Владо Кошић, дотадашњи помоћни бискуп Загребачке надбискупије. 
Бискупија је званично заживела 6. фебруара 2010. године, извршењем буле о оснивању, заређењем и преузимањем службе од стране првог бискупа.

## Седиште и заштитник бискупије
Седиште бискупије је у Сиску, а жупна катедра је стара жупна црква Узвишења Светог Крста у Сиску. 
Заштитник бискупије је Свети Квирин Сисачки, бискуп касноантичке Сисачке бискупије, који је током прогона хришћана под Диоклецијаном окончао живот мученичком смрћу.